# King of Kings (Leaves' Eyes)
King of Kings è il sesto album in studio del gruppo symphonic metal tedesco Leaves' Eyes, pubblicato l'11 settembre 2015 dalla Napalm Records. L'album vede la collaborazione di Simone Simons, cantante del gruppo symphonic metal olandese Epica, e di Lindy-Fay Hella, cantante del gruppo norvegese Wardruna.
È l'ultimo album del gruppo che vede Liv Kristine alla voce.

## Tracce
1. Sweven (Prelude) – 2:03
2. King of Kings – 4:47
3. Halvdan the Black – 4:22
4. The Waking Eye – 4:41
5. Feast of the Year (Interlude) – 0:37
6. Vengeance Venom – 3:17
7. Sacred Vow – 4:20
8. Edge of Steel (feat. Simone Simons) – 5:06
9. Haraldskvæði – 3:24
10. Blazing Waters (feat. Lindy-Fay Hella) – 7:30
11. Swords in Rock – 3:01

Tracce bonus della Deluxe Edition
1. Spellbound – 4:06
2. Trail of Blood – 3:54

CD bonus della Exclusive Gold Edition
1. The Waking Eye (feat. Oliver Palotai) (piano) – 3:35
2. Swords in Rock (acoustic) – 3:07
3. Vengeance Venom (acoustic) – 3:24
4. Sweven (instrumental) – 2:03
5. King of Kings (instrumental) – 4:47
6. Halvdan the Black (instrumental) – 4:22
7. The Waking Eye (instrumental) – 4:41
8. Feast of the Year (instrumental) – 0:38
9. Vengeance Venom (instrumental) – 3:17
10. Sacred Vow (instrumental) – 4:21
11. Edge of Steel (instrumental) – 5:06
12. Haraldskvæði (instrumental) – 3:25
13. Blazing Waters (instrumental) – 7:31
14. Swords in Rock (instrumental) – 3:01

## Formazione
- Thorsten Bauer – basso, chitarra
- Liv Kristine – voce femminile
- Alexander Krull – voce maschile, tastiere
- Joris Nijenhuis – batteria
- Pete Streit – chitarra

## Classifiche
| Classifica (2015) | Posizione massima |
| ----------------- | ----------------- |
| Belgio (FIandre)  | 90                |
| Belgio (Vallonia) | 130               |
| Germania          | 15                |
| Paesi Bassi       | 83                |
| Svizzera          | 54                |